# على مشارف الليل
على مشارف الليل (بالتركية: Gecenin Ucunda)‏ هو مسلسل دراما رومانسي تركي من بطولة نسليهان أتاغول، قادير دوغلو وتوبا أونسال، صدرت الحلقة الأولى من المسلسل في 5 أكتوبر 2022 على قناة ستار تي في.